# Cardiaspina artifex
Cardiaspina artifex är en insektsart som först beskrevs av Schwarz 1898.  Cardiaspina artifex ingår i släktet Cardiaspina och familjen rundbladloppor. Inga underarter finns listade i Catalogue of Life.